# Narok (distrikt)
Narok är ett av Kenyas 71 administrativa distrikt, och ligger i provinsen Rift Valley. År 1999 hade distriktet 365 750 invånare. Huvudorten är Narok.